# Sophie Esch
Sophie Esch (vormals Sophie Schramm, * 23. Februar 1990 in Wolgast)  ist eine deutsche Moderatorin und Journalistin.

## Leben
Sophie Schramm absolvierte ein Volontariat bei Antenne Düsseldorf. Von 2017 bis 2020 war sie „Editor TV & Online“ bei der  Mediengruppe RTL Deutschland. Von Februar 2020 bis Ende 2024 war sie Moderatorin bei dem Radiosender 1 Live. Unter anderem moderierte sie die Nachmittagssendung 1Live Go und am Sonntagvormittag. Von 2020 bis 2022 schrieb sie außerdem Beiträge zu der Kolumne Senf drupp der Rheinischen Post über den Fußballverein Fortuna Düsseldorf.